# Latalus fugax
Latalus fugax är en insektsart som beskrevs av Géza Horváth 1897. Latalus fugax ingår i släktet Latalus och familjen dvärgstritar. Inga underarter finns listade i Catalogue of Life.